# Schlüterbrücke
Die Schlüterbrücke ist eine 198 m lange Isarbrücke in der Stadt Freising. Als Teil der Kreisstraße 44 und in Verlängerung der Westtangente Freising ist sie ein Teil der Verbindung der Staatsstraße 2350 (früher Bundesstraße 11) in Richtung zur Bundesautobahn 92, deren Anschlussstelle 7 Freising-Mitte über die Ismaninger Straße erreicht wird. Die Brücke führt beim Isar-Kilometer 115,8 über die Isar. Ein Ersatz der zweispurigen Brücke durch eine vierspurige ist in der Diskussion.

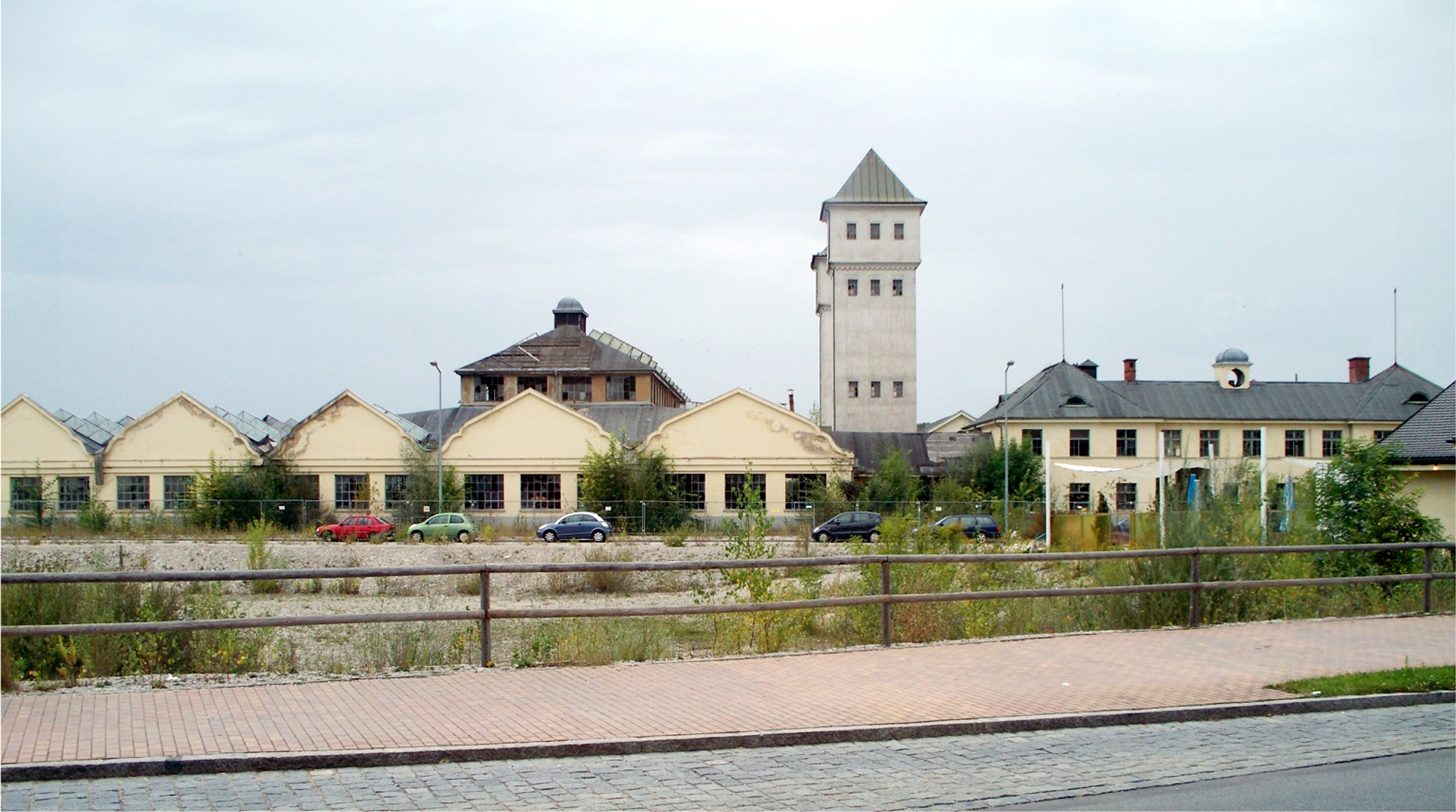
Die ehemaligen Schlüter-Werke vor der Umwidmung

Der Name der Brücke leitet sich von den nahegelegenen ehemaligen Schlüter-Werken (heute zu einem Einkaufszentrum umgestaltet) ab, deren markante Bauten nahe im Westen liegen.